# وارنر وينغ
وارنر وينغ هو قاضي وسياسي أمريكي، ولد في 19 سبتمبر 1805، وتوفي في 12 مارس 1876. انتخب عضو مجلس نواب ميشيغان ‏.